# Henrik Bornemann
 Der er flere personer med dette navn, se Henrik Bornemann (xylograf).
Henrik Bornemann (3. januar 1646 i København – 31. december 1710) var biskop over Sjælland fra 1693 til sin død.
Bornemann blev født i København og var søn af lic. jur. Philip Julius Bornemann. 1657 kom han som forældreløs med to af sine brødre, Christian og Johan Adolph, i huset hos en slægtning i Viborg, men vendte 1659 tilbage til København. 1662 blev han student og tog 1668 teologisk eksamen. 1669 udnævntes han til subrektor ved Frue Latinskole og forfremmedes 1671 til konrektor og 1672 til rektor. Til dette embede føjedes desuden 1674 professoratet i logik og metafysik ved universitetet. 1675 blev han kaldet til sognepræst ved Vor Frue Kirke, stiftsprovst og provst over Sokkelund Herred og deltog derefter fra 1682 i forarbejderne til det nye kirkeritual. 1683 udnævntes han til biskop over Aalborg stift og blev samme år dr. theol. per bullam.

## Bornemann som nidkær tilhænger af den lutherske ortodoksi
Han hørte til den gamle, stive ortodokse skole og viste sig meget nidkær i at hævde sin gejstlige værdighed både over for stiftsøvrigheden og over for præsterne. I øvrigt søgte han at forbedre katekisationen i skolerne og udarbejdede selv en katekismusforklaring for degne og skoleholdere. 14. oktober 1693 blev han udnævnt til biskop over Sjællands stift og skænkede, før han forlod Aalborg, betydelige legater til byens kirker, skoler og fattige.
Kort efter at han havde tiltrådt sit nye embede, indvikledes han i en forargelig strid med den teologiske professor Hans Vandal. Denne, der følte sig tilsidesat ved bispevalget, anklagede Bornemann for at føre vranglære i sin katekismusforklaring. Skønt Vandal vistnok havde ret, kunne Bornemann dog med føje
beklage sig over den hadefuldhed, hvormed hans modstander forfulgte ham. Men han selv førte dog striden på en lidet sømmelig måde og optrådte med en utilbørlig hidsighed.
Vandal måtte efter et par års forløb afgøre sagen med en undskyldning, der var så meget mere nødvendig, som disse to mænd
efter deres embedsstilling ofte var nødt til at arbejde sammen i forskellige gejstlige sager. Således havde de begge sæde i den kommission, der 1698 bragte den kingoske salmebogssag til endelig afslutning.

## Bornemanns hidsighed får frit løb
Bornemann havde
i det hele taget svært ved at styre sin skarpe tunge
og beredte sig derfor også ofte vel fortjente
ydmygelser. 

Han havde engang i stridens hede
sagt til Vandal: «Gud skal dømme eder, at I
skal have Uro i eders Dødsstund, og, sand for Gud,
I skal brænde derfor i Helvedes Afgrund. Jeg skal på
mine Knæ bede Gud, at I skal aldrig få nogen Kirke
eller noget Stift at forestaa». 

Og på et landemode i Roskilde sagde han til en provst, der havde
udtalt sig vel dristig: «Jeg skal ikke lade af, før
jeg ser jert Hoved sidde paa en Stage». Men provsten
blev ham ikke svar skyldig. Han mindede ham kun om,
at han gjorde bedst i at lade hovedet sidde på
den stage, hvorpå Gud havde sat det. 

I modsætning
til denne ubændige hidsighed må det dog fremhæves,
at Bornemann var ualmindelig godgørende, især over for
fattige studenter.

## Overgang mellem den gamle ortodoksi og den nye pietisme fra Tyskland
1699 holdt han en latinsk ligprædiken over Christian 5., og året efter salvede han Frederik 4. og dronning Louise. Med dette kongeskifte begyndte et nyt afsnit i den danske kirkes historie, der også fik betydning for Bornemann, for så vidt som han fra sit standpunkt måtte stille sig i modsætning til de pietistiske bevægelser, der nåede hertil fra Tyskland. I begyndelsen spores de nærmest på rent praktiske områder som filantropiske bestræbelser for at fremme almuens oplysning og ophjælpe fattigplejen, og disse bestræbelser understøttede han efter bedste evne. Men han var for pedantisk til at kunne indlade sig på noget foretagende, der i mindste måde kunne forrykke de bestående statskirkelige forhold. Selv spørgsmålet om hedningemissionen afviste han som sværmeri.
Frederik 4. havde lige fra sine første regeringsår af haft et åbent øje for denne sags betydning, og da han, understøttet af sin hofpræst, F.J. Lütkens, arbejdede på at fremme missionen i Trankebar, lod han denne opfordre Bornemann til at udpege nogle unge mænd, der kunne sendes ud som missionærer. Men Sjællands biskop afviste hårdnakket denne opfordring og bidrog derved selv til at bane vejen for pietismen. Lütkens henvendte sig til de pietistiske professorer i Halle, og disse sendte to unge mænd, Heinrich Plütschau og Bartholomäus Ziegenbalg, til København. 1705 fik Bornemann befaling til at ordinere "disse Sværmere".
Allerede samme år måtte han søge kongens tilladelse til at lade foretage undersøgelse angående gudelige forsamlinger, der holdtes hos to københavnske borgere. Husandagten lededes af tyske studenter, der tillige udbredte pietistiske skrifter. I sine bestræbelser for at standse disse udskejelser understøttedes han dog af Lütkens, og efter deres forslag udgik forordningen af 2. oktober 1706, som forbød alle forsamlinger i husene af særsindede personer – sære eller ejendommelige personer, «der føre en egen Lære, som ikke stemmer med Bibelen og den rene augsburgske Konfession». Dermed var bevægelsen foreløbig trængt tilbage, og Bornemann døde, inden pietismen fik overtaget.

## Ægteskab, litterær virksomhed og nye moder
Han havde 1672 ægtet Susanne Worm, datter af den
berømte Ole Worm. Hun døde 1674. Året efter giftede han
sig med Anne Würger, datter af H.  Würger, der havde været
Christian 4.'s og Frederik 3.'s agent i Lübeck. Hun
var dengang enke efter præsten H. Buck  ved Petri
Kirke og døde 1698.

Bornemann døde 31. december 1710 og bortgav
i sit testamente 3300 rigsdaler i legater. Hans samtid
nævner ham som en fremragende taler.

Iblandt hans
skrifter må fremhæves «Salvingsakten ved Frederik
IV's og Dronning Louises Kroning», et stort pragtværk
i folio, som han udgav 1702. Hans taler ved denne fest
udmærker sig ved en sjælden højhed og kraft.

Bornemann var
for lange tider den sidste sjællandske biskop, der
bar skæg. Han plejede sit
lange hvide hageskæg med særlig omhu, og når han
rejste, bar han det i en sort eller rød fløjelspung.
Men i hans sidste år vakte den danske
gejstlighed hans forargelse ved at optage en mode,
der allerede i Christian 5.'s tid havde udbredt sig
i de højere klasser: man ragede sit skæg af
og bar allongeparyk.
Pontoppidan: Annal. eccles. IV, 96 ff.
Zwergius: Siellandske Clerisie I, 346 ff.
Ny kirkehist. Saml. VI, 1 ff.
S. M. Gjellerup

## = Eksterne henvisninger
- Henrik Bornemann på gravsted.dk =
- Denne artikel bygger på S. M. Gjellerups Biografi i 1. udgave af Dansk biografisk leksikon, tillige omfattende Norge for tidsrummet 1537-1814, Udgivet af C. F. Bricka, 19 bd, Gyldendal, 1887-1905